# ヤマノイモ
ヤマノイモ（山の芋・山芋、学名: Dioscorea japonica）は、ヤマノイモ科ヤマノイモ属のつる性多年草。または、この植物の芋として発達した担根体のこと。地下に生じる芋は、ジネンジョウ（自然生）、ジネンジョ（自然薯）、ヤマイモ（山芋）ともよばれ、食用になり、とろろは粘性が非常に高い。また、ヤマノイモ属の食用種の総称ヤム（yam）をヤマノイモ、ヤマイモと訳すことがある。
なお、植物分類学上の「ヤマノイモ」はジネンジョ（自然薯）のみを指すが、食材としての「やまのいも」はヤマノイモ科ヤマノイモ属に属する食用いも類として栽培されているものの総称をいう（ナガイモを参照）。本項では植物種としてのヤマノイモを基準に述べる。

## 名称
古くは中国原産のナガイモを意味する漢語の薯蕷を当ててヤマノイモと訓じた。日本特産で、英名はジャパニーズ・ヤム（Japanese yam）、中国植物名（漢名）では、日本薯蕷（にほんしょよ）という。日本原産の種であり、学名はディオスコレア・ジャポニカ（Dioscorea japonica）である。
別名のジネンジョ（自然薯）は、自然に生えている芋であるところからついた呼び名である。日本で「芋」といえば、ヤマノイモのことを指す言葉であったが、人里で栽培される南アジア原産のサトイモが普及するにつれて、これに対してヤマイモ（山芋）とよばれるようになったものである。地方により、キリイモ（霧いも）、トロロイモ、ムカゴイモなどの別名でもよばれる。
畑で作られる中国原産のナガイモ（学名: Dioscorea polystachya）と一緒にして「やまいも」とよばれることもあるが、ナガイモとヤマノイモは別種の植物であり、本来「山芋」といえば日本原産のヤマノイモのほうを指した。ナガイモの一品種にはヤマトイモ（大和芋）があり、日本の大和地方から栽培が広がったと考えられているが、ヤマイモ（ヤマノイモ）とヤマトイモの音が似ているので混同が生じたとも考えられている。

## 分布と生育環境
日本原産で、北海道南西部から本州・四国・九州・沖縄に分布、国外では台湾および、朝鮮半島、中国に分布する。平地から山地までの山野の林縁や藪などに他の木に絡みついて自生し、里山の林道沿いや河川沿いの土手によく生えている。やや湿った土壌を好むが、鬱蒼とした林の中では自生しにくく少ない。高山には分布しない。発育条件が合えば公園の植え込みでも生育する。

## 形態・生態
雌雄異株の多年生つる植物で、茎は淡緑色で他物に絡みつき、地上部は1年で枯れる。茎は長く伸びて、まばらに枝分かれをする。葉はふつう対生するが、まれに互生し、葉身は長卵形から三角状披針形で、基部が凹んだ細長いハート形をしており、長い葉柄で茎につく。葉身には先端に向って伸びる5本の葉脈が目立つ。
花期は夏（7 - 9月ごろ）で、葉腋から3 - 5本の細長い穂状の花序を出して、白い小さな粒のような目立たない花を付ける。雌雄異株で雄株と雌株があり、雄花の花序は直立し、雌花の花序は垂れ下がる。
果実は蒴果で平たく、円形の大きな3枚の陵（翼）があり、縦の長さより横幅が広い。それぞれの陵が中に種子を1個含んでいて、熟すと壁が剥がれて、中から扁平な種子が出る。種子は、周囲に紙のように薄い円形の膜質翼がついていて、果実が割れたときに散布される。雌株では種子のほかに、葉腋に発生する球状の芽である零余子（むかご、珠芽）をつけて栄養繁殖する。ムカゴ（球芽）は、種類によって付けるものと、つけないものがある。ムカゴは直径1センチメートルほどの球状から、大きなもので長さ3センチメートルほどに達する場合がある。
地下には円柱状で多肉質の担根体（芋）が1本あり、自然薯（じねんじょ）ともよばれている。トロロイモとしても知られているが、芋とされる中が白くて柔らかい部分は、植物学的には特殊な組織で担根体（たんこんたい）とよび、ヤマノイモ属に特有な根でも茎でもない器官であり、茎の基部についた枝の下側部分が伸びたものである。担根体は地下深くへとまっすぐに伸びて、石などの障害物がなければ長さは1メートルを超えることもある。毎年春に再び頂部から発芽して地上部を育てる栄養源となり、成長にしたがって担根体は縮小して夏までには元のイモはすっかりなくなって空の袋となり、秋までには再び栄養を蓄えて一回り大きな新しい担根体と置き換えられ更新される。なお、秋にできるヤマノイモにできる芋のようなムカゴも、小型の担根体である。

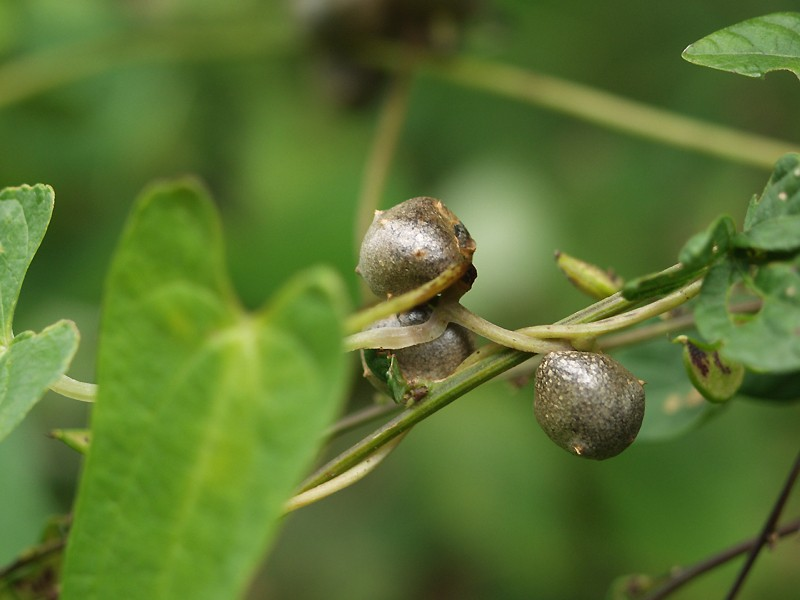
ムカゴ
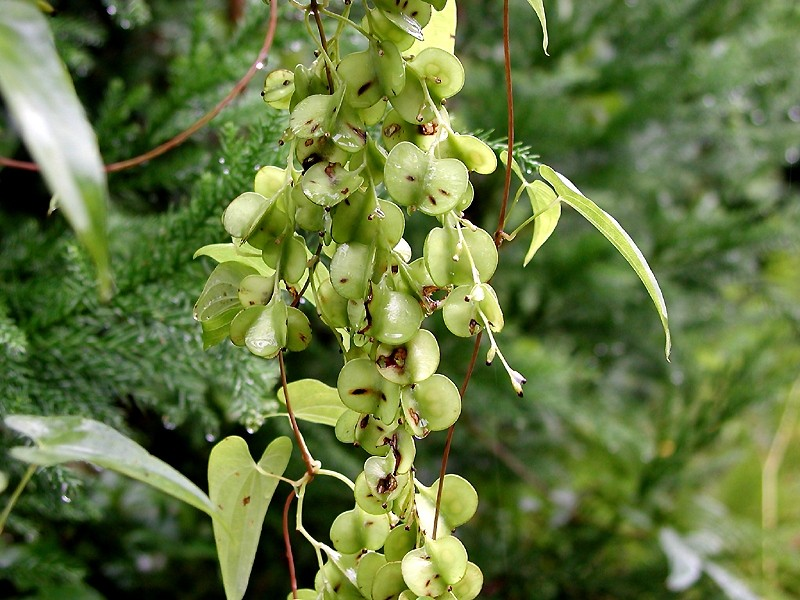
果実
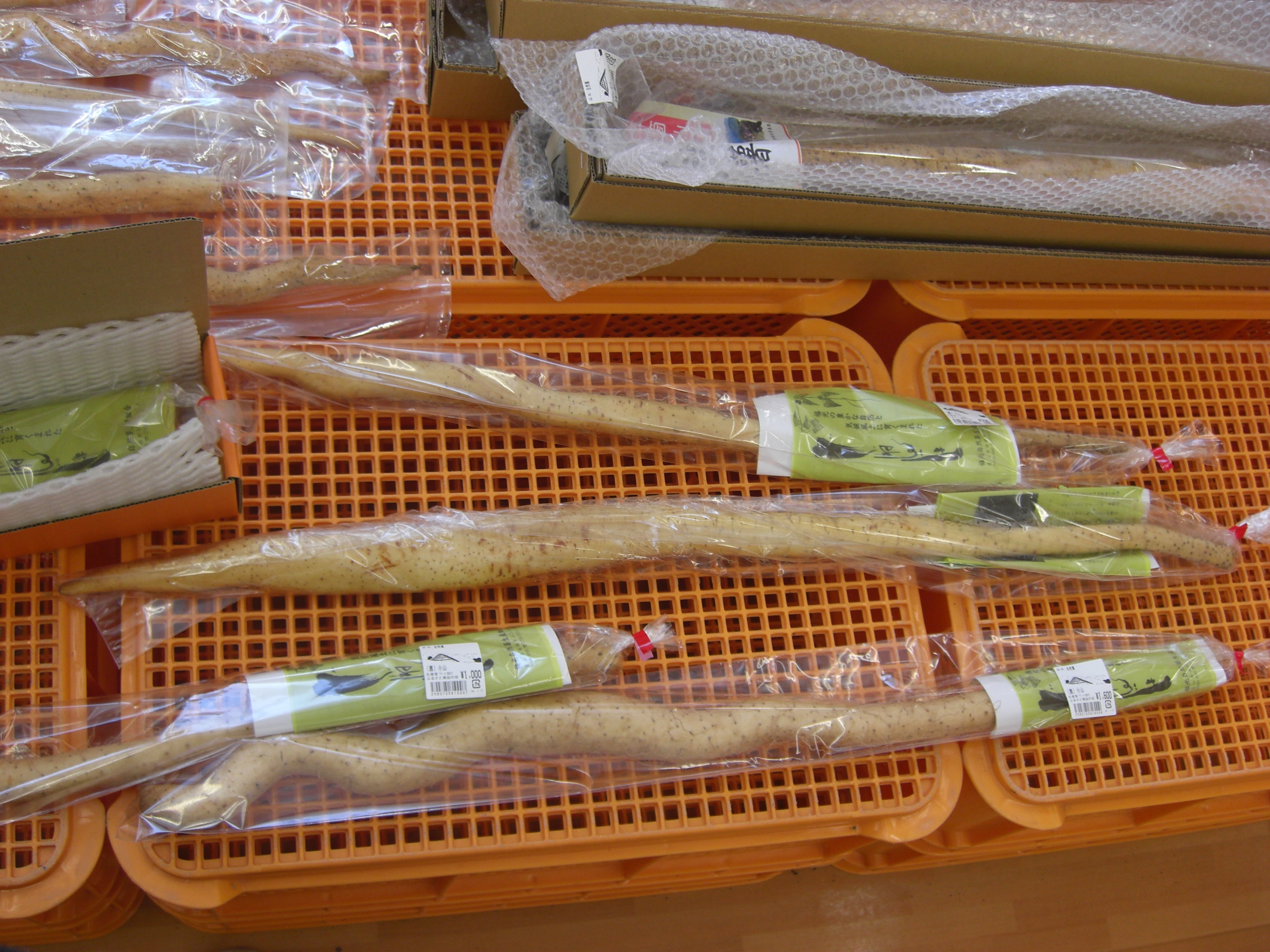
販売されている自然薯

## 採取・栽培

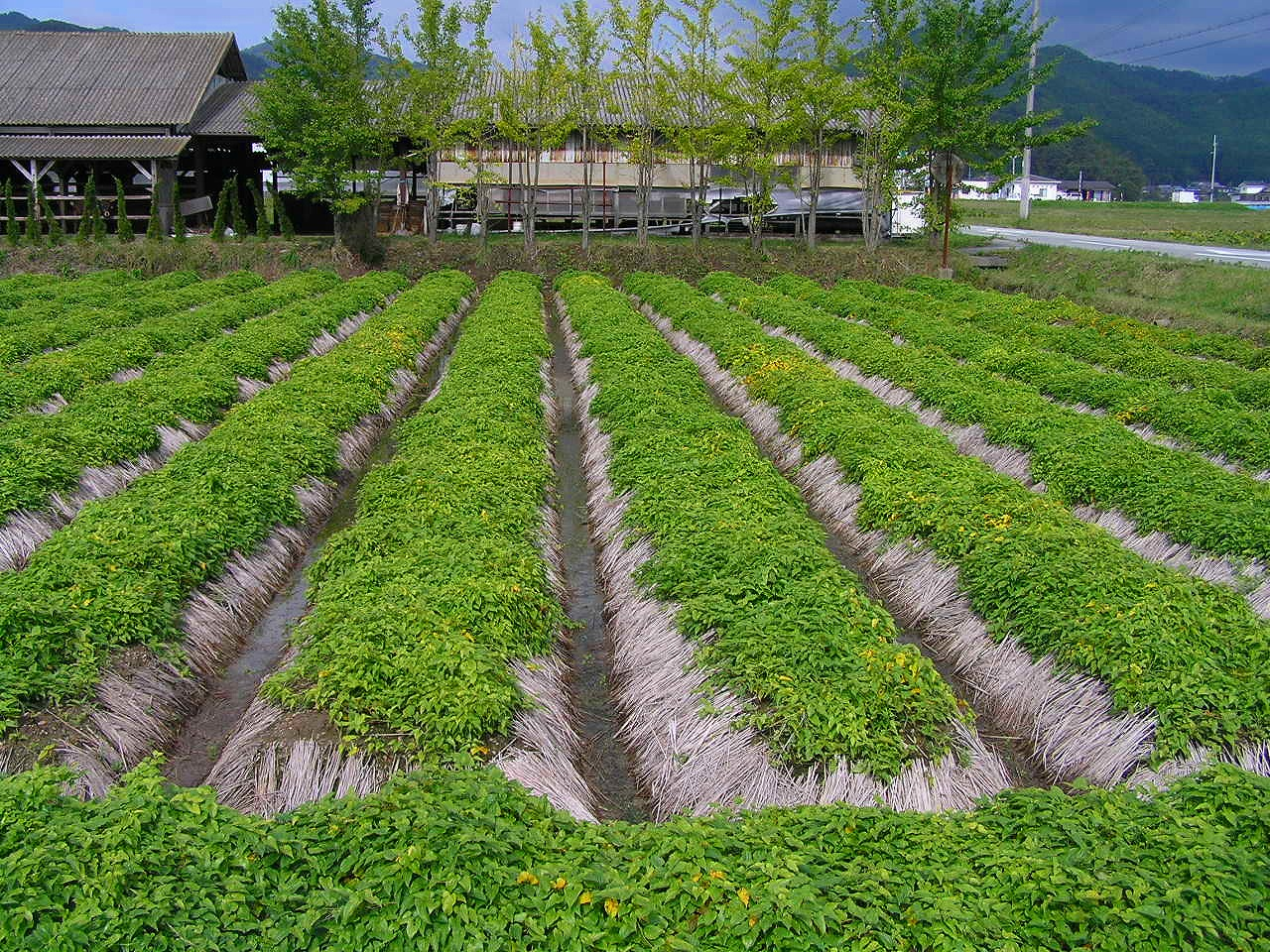
山芋畑

元来は野生の植物であり、晩秋にできる根茎を食用とするため、かつては山へ行って掘ってくるものだった。ヤマノイモと外観がよく似ている種にオニドコロがあり、収穫の際に間違うことがある。オニドコロは葉が互生し、苦くて食べられない。
イモ（担根体）は晩秋になって地上部が枯れるころ（11 - 1月）が収穫時期である。枯れ残った蔓を目当てにして山芋を探すが、地上部が枯れると場所がわからなくなるので、枯れる前に目印をつけておく。芋を掘るには深い穴を掘らねばならないので、なるべく斜面の所を探す。掘る道具は、柄の長い鍬、シャベルや移植ゴテのほか、掘り棒・芋掘り鍬と呼ばれる大人の背丈ほどの鉄の棒で、先端が平らになったようなものを使う。蔓が地面に入り込んだところを特定し、イモを折らないように周辺の土を深く掘り下げて、石などを取り除きながら注意深く掘り出す。地中深く曲がりくねって伸びるイモは、折らずに掘り出すまで難しさがあり、先端まで掘り出すにはかなりの根気がいる。うまく掘り出せた場合、蔓の元端に当たる芋の端を残して、穴を埋めるときに一緒に埋めておけば翌年も芋が生育し、再び収穫することができる。
むかごの採取時期は秋（9 - 11月ごろ）で、熟すと触れただけでつるから落ちるので、帽子などを受け皿にして採取する。
現在ではむかごの状態から畑で栽培されており、流通しているのは栽培ものが多い。収穫しやすいように、細長い塩化ビニールパイプや波板シートを使って栽培している。なお、天然のもの（自然生・自然薯）は、掘り出す行為そのものが山の斜面の崩壊を助長すること等の理由から、山芋掘りが禁止されている場合がある。

## 利用法
主に地下に出来る長いイモの部分を食用にし、ムカゴも食用にする。根茎（芋）とされる担根体は、昔から滋養強壮がつくとして食用・薬用に利用されており、根茎にはデンプン、粘液質のムチレージ、アミラーゼ（ジアスターゼ）、マンニット、コリン、アルギニン、アミノ酸、サポニンなどが含まれている。根茎の汁が肌につくとかゆみを感じるときがあるが、根茎に含まれるサポニンによって肌が刺激されるためで、アレルギー体質の人は強く感じるときがある。ムチンは、たんぱく質の吸収を促して、血糖値の上昇を抑制し、コレステロールの低下にも効果がある。栄養素としてはビタミンB群、ビタミンC、カリウム、食物繊維を含む。

### 食用
地中に長く伸びる芋（担根体）をすりつぶしてとろろにして食用にする。自生するものは自然薯（じねんじょ）とよばれ、栽培種のナガイモ（長いも）よりモチモチした食感で粘りが強い。すりおろしたイモを海苔で巻いて油で揚げた磯辺巻き、粗い千切りにしてサラダや天ぷらにする。
むかごは、主に加熱調理して塩茹でや、少し塩味をつけて炊き込みにして食用にするが、生食もできる。そのままの状態だとカリカリという食感が楽しめ、すりおろすと芋同様の強い粘りがある。むかごは、時間をかけてよく茹でたあとに塩を振ったり、フライパンで塩焼きにして食べられていて、とろろ芋同様に滋養強壮によいといわれている。むかごを米と一緒に炊いた「むかご飯」は風味豊かで、日本料理でしばしば出る高級料理でもある。油炒めや唐揚げにしても良い。
生食の可能な理由はヤマノイモが多量に含む消化酵素アミラーゼがデンプンの消化を促進するためといわれている。ただし近年の研究では、これを否定する研究発表もなされている。
とろろ
すりおろしてから白醤油や出汁などを加えてのばしとろろにするのが代表的な調理法である。ナガイモのとろろと比較すると遥かに粘り気が強い。
とろろを伸ばして麦飯ないし麦入り米飯にかけた「麦とろ」があり、東海道五十三次の鞠子宿（現、静岡県静岡市駿河区丸子）の名物とされたが、鞠子宿のとろろ汁は、自然薯を味噌でのばしたものが供される。岡本かの子の随筆「東海道五十三次」にも、丸子で食したとろろ汁について「炊き立ての麦飯の香ばしい湯気に神仙の土のような匂いのする自然薯は落ち付いたおいしさがあった」とある。この宿駅のとろろ汁の店は「丁字屋」（慶長元年（1596年創業））であるとその名が『東海道中膝栗毛』に明記されており、この店は浮世絵師の歌川広重によっても描かれている。松尾芭蕉に「梅若菜、鞠子宿のとろろ汁」という俳句があり、店のそばの句碑は文化11年（1814年）に建てられたものである。
とろろ芋をすりおろしたものを「山かけ」と称し、「まぐろの山かけ」や「山かけ蕎麦」があるが、こうした山かけの料理や、うどん等にあえて自然薯のとろろ使用をうたった飲食店もある。また、自然薯をそば粉に練り込んで打った自然薯そばもそば処で出されている。
伝統料理
芋粥は、平安時代を背景とする物語（芥川龍之介の小説『芋粥』やその原典『今昔物語集』中）に登場するが、これは皮を剥き薄切りにしたヤマノイモを、アマヅラの煮詰め汁で炊いたものであり、現代のサツマイモ入りの穀物粥であるいわゆる芋粥とは根本的に違う。これは『群書類従』に収録された鎌倉時代の宮中料理次第事典『厨事類記』の、菓子の部類についてのうちにその調理法などが記載され、文章は以下である。
薯預粥ハ ヨキイモヲ皮ムキテ ウスクヘキ切 <天> ミセン（味煎）ヲワカシテイモヲイルヘシ イタクニルへカラス 又ヨキ甘葛煎ニテニルトキハ アマツラ一合ニハ水二合ハカリイレテニル也 石ナへ（石鍋）ニテニル チヒサキ銀ノ尺子ニテモリテマイラス云々 銀ノ提ニ入テ銀ノ匙ヲク（具）シテマイラスヘシト云々—厨事類記
ヤマノイモを利用した米粉の麺類である薯蕷麺は、『日葡辞書』（1604年）に「Ioyomen ジョヨメン」記載があり、江戸時代後期に塙保己一（1821年没）が著した叢書『続群書類従』（料理物語 - 飲食部）の章にて「しよよめん（薯蕷麺）」を紹介している。内容は端的に食材と料理法を載せ、文章は以下である。
山の芋を細かにおろし、もち米の粉六分、うる米四分をこまかにはたき。山の芋にてよきころにこね。玉をちいさうして、きりむぎうち申ごとくに、うち候。茹で加減は、にまううきあがる時節。是も汁は切麥同前。—塙保己一、続群書類従
現在は薯蕷麺（いもめん）と呼び、『続群書類従』同じくもち米とうるち米の粉、ヤマノイモを原料とした麺を言う。
ヤマノイモは、薯蕷饅頭（じょうよまんじゅう）、かるかん、栗きんとんなど、和菓子の材料にもなる。製菓用の粉末状の製品もある。
その他
とろろを出汁でのばさずに海苔に包んで揚げる料理もあり、磯辺揚げと呼ばれている。
ヤマノイモを生のまま短冊切りなどの食べやすい形に切って、他の生野菜と共にサラダにする食べ方も現代では行われている。断面に若干の粘り気があり、オクラのような食感が楽しめる。

### 薬用
『古事記』（712年）や『日本書紀』（720年）の時代から薬用として使われていたとみられている。
皮をむいて天日乾燥した担根体（根茎）は、野山薬（のさんやく）または土山薬（どさんやく）と称され、生薬になる。山薬（さんやく）は本来は中国原産で栽培されるナガイモ（通称：トロロイモ）の漢名であるが、ヤマノイモまたはナガイモの担根体を生薬にしたものもこう呼ばれており、栽培種も同様に用いられる。これは日本薬局方に収録されており、滋養強壮、止瀉、止渇作用があり、腸炎による下痢止め、夜尿症、頻尿、寝汗、咳、喘息、腰痛に効用があるといわれており、薬効はナガイモ（山薬）も同じである。漢方では滋養強壮の目的で処方され、八味地黄丸（はちみじおうがん）、六味丸（ろくみがん）などの漢方方剤に使われる。生薬にする根茎は、秋にヤマノイモの葉が黄変してから冬季にかけて根茎を掘り採って、頭の部分を切り取って水洗いし、竹べらで皮を剥ぎ取って、長さ10センチメートルくらいに切り、天日で乾燥して調整される。
民間療法では、乾燥した根茎1日量3 - 10グラムを水400 ccで4分の3になるまで煎じ、3回に分けて服用する用法が知られる。また、生食しても同様の薬効が期待できる。咳、喘息には痰が切れにくくカラ咳の人によいとされ、生の根茎をすり下ろして、砂糖を加えて熱湯を注いで飲む。寝汗や夜尿症に、生のイモをアルミホイルで包み焼きにし、毎日食べると効果があるといわれる。乗り物酔いする人や、吐き気のある人への服用は禁忌とされている。滋養強壮には根茎をそのまま生食するか、山薬酒をつくって就寝前に1日盃1杯飲用する。山薬酒は、山薬を細かく砕いて200グラムあたりホワイトリカー1.8リットルに漬け込み、2 - 3か月冷暗所に保存しておいてから、漉して作られる。

### 保存
晩秋から冬に掘り上げた生いもは、凍らせない程度に保存し、随時使用する。皮をむき、せん切り、輪切りなどを使いやすい大きさに切り、酢水につけてから水気をふき取り、冷凍保存袋にいれて保存する。保存期間は2週間。

## 類似している植物

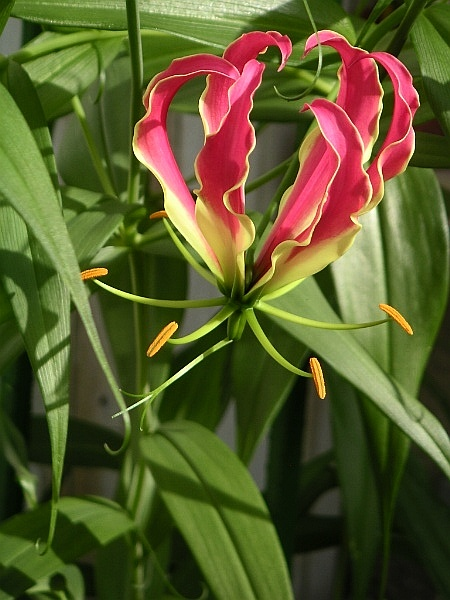
グロリオサ。葉先の巻きひげ、花弁の反りでヤマノイモと見分けられる。

ヤマノイモ科の植物はトコロ種など野生種が数種あり、いずれもよく似ている。むかごを作るものもあるが、食用にならないものもある。

### グロリオサ
高知県では2006年（平成18年）に、静岡県では2007年（平成19年）に、ユリ科の鑑賞用植物のグロリオサの球根をヤマイモと間違えて食べ、死亡する事故が起こっている。
食した場合、コルヒチンによる中毒を起こす。
ユリ科の鑑賞用植物のグロリオサは、地上部が葉の巻ひげや反転する花弁を持つことから識別は容易であるが、球根の形状が似ているため誤食される。球根での見分け方は、表面が滑らかでヒゲ根がなく、表皮がはがれやすい特徴が異なる。

### ナガイモ
中国原産で17世紀に日本に移入されたとされるナガイモ（D. batatas）のことをヤマイモと呼ぶことがある。
栽培されるヤマノイモによく似た植物で、野生化して茎と葉柄が紫色になった個体は、ヤマノイモとの見分けは難しい。
なお、植物分類学上の「ヤマノイモ」はジネンジョ（自然薯）のみを指し、ナガイモとは染色体数が異なる別種であるが（染色体数は通常、ジネンジョが2n=40、ナガイモが2n=140）、先述の通り、食材としての「やまのいも」は広くヤマノイモ科ヤマノイモ属に属する栽培された食用いも類の総称をいう。

### トコロ種
- オニドコロ（鬼野老、学名：Dioscorea tokoro）
別名トコロ。北海道から九州に分布。林縁に生え、ヤマノイモによく似ているが、葉はハート形で互生するので区別がつく[16]。花期は夏で、雄花・雌花とも黄緑色で花被片が開き、雄花の花序は立ち上がる。葉の付け根にムカゴは出来ず、地下の芋は太くならず苦くて食用にならない[43][44]。
- ヒメドコロ（姫野老、学名：Dioscorea tenuipes）
本州から沖縄に分布。山野の林縁に生える。葉はハート形でオニドコロよりも細い。花期は夏で、雄花・雌花ともオニドコロによく似た淡緑色で、雄花の花序が垂れ下がる。葉の付け根にムカゴは出来ないが、根茎は食用になる。[44]

### カシュウイモ
別名ニガカシュウ（苦何首烏、Dioscorea bulbifera）。名前は根塊が薬用の「何首烏」に似ていることからついた。葉はハート型で大きく、デコボコした大ぶりのむかごがつくが、日本野生種は苦く有毒で食用にならない。しかし苦味や毒のない品種もあり、ヤマイモほど大きくはならず粘りも出ないが食用できる。むかごが数百グラムにも肥大する「Air potato（空中のイモ）」と呼ばれる食用品種もあり、日本でも「宇宙イモ」という名前で一部で栽培されている。